# Perda auditiva
Perda auditiva é a incapacidade parcial ou total de ouvir sons. A perda auditiva pode ser temporária ou permanente. Uma pessoa surda é incapaz de ouvir ou ouve com dificuldade. A perda audtiva pode ocorrer em apenas um ou em ambos os ouvidos. Durante a infância, a perda auditiva pode afetar a capacidade de aprendizagem da língua e causar dificuldades no trabalho em adulto. Em algumas pessoas, principalmente idosos, a perda auditiva pode estar associada a solidão.
A perda auditiva pode ser causada por uma série de fatores, entre os quais o envelhecimento (nesse caso a perda é também chamada de presbiacusia), exposição ao ruído, algumas infeções, complicações do nascimento, trauma no ouvido e alguns medicamentos ou toxinas. Uma das causas mais comuns são as infeções crónicas do ouvido. Algumas infeções durante a gravidez, como a rubéola, podem também causar a condição. A perda auditiva é diagnosticada quando um exame auditivo confirma que a pessoa é incapaz de ouvir 25 decibéis em pelo menos um dos ouvidos. Os exames auditivos são recomendados para todos os recém-nascidos. A condição pode ser classificada em leve, moderada, severa e profunda. Existem três tipos principais de perda auditiva: condutiva, sensorioneural e mista.
A perda auditiva pode ser evitada. Entre as medidas de prevenção estão a vacinação, cuidados de saúde adequados durante a gravidez, evitar a exposição a ruídos intensos e evitar o consumo de determinados medicamentos. A Organização Mundial de Saúde recomenda que os jovens limitem a audição de reprodutores de média portáteis a uma hora por dia de forma a diminuir a exposição ao ruído. O diagnóstico precoce e o apoio são importantes durante a infância. Para muitas pessoas com a condição, os aparelhos auditivos, a linguagem gestual, comunicação alternativa, os implantes cocleares, as legendas e a leitura labial são medidas eficazes que ajudam a contornar as dificuldades. No entanto, o acesso a aparelhos auditivos é relativamente difícil em muitas partes do mundo.
Em 2021, cerca de 1,5 mil milhões de pessoas em todo o mundo eram afetadas por um qualquer grau de perda auditiva. A condição causa incapacidade auditiva em cerca de 5% das pessoas afetadas (360 a 580 milhões de pessoas), de entre as quais 124 milhões apresentam incapacidade moderada a grave. Entre as pessoas com incapacidade moderada a grave, 108 milhões vivem em países de rendimento baixo a moderado. As pessoas que usam linguagem gestual e estão integradas na cultura dos surdos vêem-se a si próprias como sendo simplesmente diferentes, e não como tendo uma doença. Muitos membros desta comunidade opõem-se a tentativas de curar a surdez e levantam objeções aos implantes coclear, uma vez que essas medidas têm o potencial de eliminar a sua cultura. O termo "deficiência auditiva" é muitas vezes visto de forma negativa, uma vez que salienta aquilo que as pessoas não conseguem fazer.

## Ponto de vista médico
Em termos médicos, a surdez é categorizada em níveis do leve ao profundo. É também classificada como deficiência auditiva, ou hipoacúsia.
Quanto ao tipo perda auditiva, existem três tipos:
- Condutiva: Ocorre problemas nas estruturas de orelha e/ou média, os quais dificultam a transmissão do som para a orelha interna. Em geral, são perdas de grau leve ou moderado e com intervenção adequada pode haver a restituição total da função auditiva. Limiares de via óssea menores ou iguais a 15 dB NA e limiares de via aérea maiores que 25 dB NA, com gap aéreo-ósseo maior ou igual a 15 dB;

- Sensorioneural: Surge quando há problemas relacionados à orelha interna, mais especificamente nas células sensoriais da cóclea. As células ciliadas são muito delicadas e, quando elas se danificam, não são substituídas pelo organismo. Sem essas células sensoriais, o som não pode ser processado e tem-se, então, uma perda do tipo sensorioneural. Normalmente, esse tipo de perda é irreversível, tornando necessário a utilização de aparelho auditivo. Limiares de via óssea maiores do que 15 dB NA e limiares de via aérea maiores que 25 dB NA, com gap aéreo-ósseo de até 10 dB;
- Mista: Em alguns casos ocorrem de haver problemas simultaneamente na  orelhas externa e/ou média e orelha interna, sendo classificado como uma perda do tipo misto. Limiares de via óssea maiores do que 15 dB NA e limiares de via aérea maiores que 25 dB NA, com gap aéreo-ósseo maior ou igual a 15 dB.

Quanto ao grau de perda auditiva:
Existem mais de um tipo de classificação de perda auditiva quanto ao grau, e o profissional fonoaudiólogo pode optar por fazer o uso de qualquer classificação desde que ela seja reconhecida e validada cientificamente.
Uma das classificações mais utilizadas é a que consta no material intitulado “Basic Ear and Hearing Care Resource” publicado pela Organização Mundial de Saúde (OMS)
A lei brasileira possui critérios para considerar uma perda auditiva como deficiência auditiva.
| Graus de perda auditiva        | Média entre as frequências de 500Hz, 1kHz, 2kHz e 4kHz | Desempenho |
| Audição normal                 | <20 dB                                                 | Nenhum problema em ouvir sons. |
| Leve                           | 20 < 35 dB                                             | Não tem efeito significativo no desenvolvimento desde que não progrida, geralmente não é necessário uso de aparelho auditivo.                                                    |
| Moderado                       | 35 < 50 dB                                             | Pode interferir no desenvolvimento da fala e linguagem, mas não chega a impedir que o indivíduo fale.                                                                            |
| Moderadamente severo           | 50 < 65 dB                                             | Consegue ouvir se falarem com a voz mais alta sem dificuldade, porém apresenta dificuldade em participar de conversar, principalmente em locais com muito ruído.                 |
| Severo                         | 65 < 80 dB                                             | Interfere no desenvolvimento da fala e linguagem, mas com o uso de aparelho auditivo poderá receber informações utilizando a audição para o desenvolvimento da fala e linguagem. |
| Profundo                       | 80 < 95 dB                                             | Sem intervenção, a fala e a linguagem dificilmente irão ocorrer. |
| Perda auditiva completa/ surdo | >95 dB                                                 | Não consegue escutar nenhuma conversa e a maioria dos sons ambientais |

## Ponto de vista educacional
Deste ponto de vista, surdez refere-se à incapacidade ou dificuldade da criança aprender a linguagem, por via auditiva. A criança surda pode aprender a falar, ainda que haja dificuldades.
A partir da Lei 10436, o governo brasileiro reconhece a LIBRAS, como língua, e os surdos têm o direito de, nas instituições educacionais, as aulas sejam ministradas em LIBRAS, ou, pelo menos com a presença de um interprete de língua de sinais.
Também em Portugal, o decreto-lei 3/2008 regulamentou a educação especial, em particular, o direito da criança surda crescer bilingue. Em Portugal a  LGP (Língua Gestual Portuguesa) foi reconhecida em 1997.

## Ponto de vista cultural
Em termos culturais, surdez é descrita como diferença linguística e identidade cultural, a qual é partilhada entre indivíduos surdos.
A surdez é o paradigma da cultura surda, a base sobre a qual se constrói a estrutura e forma da cultura surda, cujo principal elemento espelhador é a Língua de Sinais, o idioma natural dos surdos. Portanto, sem surdez não há cultura surda.

## Cognição e envelhecimento
A perda auditiva, que é uma consequência do processo natural do envelhecimento, afeta aproximadamente um terço dos idosos com idade entre 61 a 70 anos e mais de 80% daqueles com mais de 85 anos, configurando-se assim como um dos distúrbios de saúde mais comumente encontrado nessa população.
A presbiacusia, que é a perda auditiva decorrente do envelhecimento, é um dos fatores que justifica uma das queixas mais comumente relatadas pelos idosos que refere-se a dificuldade de compreensão de fala principalmente em ambientes ruidosos. Considerada um transtorno complexo e multifatorial, pode sofrer influência de fatores ambientais (ruído, drogas ototóxicas, aterosclerose, diabetes, hipertensão arterial) e genéticos (suscetibilidade genética).
Esta perda auditiva associada ao envelhecimento é descrita como uma perda auditiva sensorioneural, com o grau podendo variar de leve a profundo tanto nas frequências baixas (sons graves) quanto nas frequências altas (sons agudos), apresenta início gradual e progressivo, de forma simétrica, descendente e bilateral para sons em frequências altas (3 a 8kHz), muitas vezes acompanhada por dificuldades no reconhecimento de fala. Os resultados audiométricos apresentam uma configuração descendente  e achados audiológicos descritos na literatura mostram a prevalência das curvas timpanométricas do tipo A, cuja configuração representa normalidade de orelha média.
A perda auditiva relacionada a idade pode influenciar na reorganização neural por meio do recrutamento de outros sistemas sensoriais na tentativa de regular o processamento neural deficitário da informação auditiva objetivando assim uma boa comunicação na presença da perda auditiva.  Esse processamento compensatório pode gerar um esforço cognitivo adicional, o que poderia levar a um efeito em cascata que afetaria a percepção, compreensão e memória do que foi ouvido mesmo em perdas auditivas leves.
A partir do exposto, é importante chamarmos a atenção para o fator preditor que envolve a relação entre a perda auditiva e o declínio cognitivo em idosos uma vez que o risco de declínio cognitivo é aproximadamente duas vezes maior quando a perda auditiva está presente, podendo preceder em até 10 anos, o seu início. Considerada como um possível biomarcador pode oferecer uma via para modificação dos resultados clínicos.
Apontada como um risco reversível, modificável, no que se refere ao declínio cognitivo e ao desenvolvimento da demência na população idosa, a perda auditiva deve ser diagnosticada o mais precocemente possível, uma vez que tal processo é pré requisito para que intervenções adequadas sejam feitas e assim o curso das alterações cognitivas e da demência sejam minimizados ou até mesmo evitados.
A presbiacusia é um dos transtornos de saúde mais frequentes relatados por idosos e compromete aspectos biopsicossociais na vida do indivíduo, causando dificuldades de comunicação, podendo desencadear o isolamento social, baixa autoestima, sintomas depressivos e maior risco de declínio cognitivo, e, assim, causando grande impacto na qualidade de vida do idoso e de sua família. Esse transtorno acontece por meio de processos neuro-degenerativos que afetam as células receptoras cocleares e os circuitos cerebrais envolvidos na percepção auditiva, acarretando na redução da sensibilidade auditiva e compreensão da fala em ambientes ruidosos.
Conjuntamente as alterações auditivas relacionadas ao processo de envelhecimento, poderá manifestar-se o declínio nas habilidades intelectuais e nas funções cognitivas ( memória, velocidade de processamento) ,  que vem sendo associado a maiores alterações  e dificuldade no percepção de fala na presença de ruído competitivo, ou seja, existem a associação entre pior desempenho no teste de percepção de fala no ruído  e o declínio das funções cognitivas. Contudo,  há  estudos que verificaram que o declínio das habilidades cognitivas não afetou a percepção da fala no ruído em idosos com perda auditiva sensorioneural leve e moderado.
A reabilitação auditiva mais comum, nesses casos, é a adaptação de aparelhos de amplificação sonora individual (AASI), uma vez que estudos comprovam a melhora na capacidade auditiva e cognitiva por meio deles. Porém, em alguns casos, o indivíduo com perda de audição severa ou profunda não possui benefícios com o uso do AASI, sendo indicado o uso de próteses auditivas implantadas, principalmente o implante coclear (IC).

#### Presbiacusia e música
A percepção e escuta musical dependem do funcionamento normal do sistema auditivo central e periférico, mesmo idosos sem perda auditiva costumam apresentar uma alteração na percepção musical de altura e temporal. Outros estudos também correlacionam a diminuição e alterações perceptivas e acústicas relacionadas à idade em idosos sem perda auditiva.